# Euchresta
Euchresta es un género de plantas con flores con siete especies perteneciente a la familia Fabaceae.

## Especies
- Euchresta formosana
- Euchresta horsfieldii
- Euchresta japonica
- Euchresta longiracemosa
- Euchresta tenuifolia
- Euchresta trifoliolata
- Euchresta tubulosa